# Jorge Varela
Jorge Varela là nhà bảo vệ môi trường người Honduras. Ông đã được thưởng Giải Môi trường Goldman năm 1999, cho sự đóng góp vào việc bảo tồn môi trường biển ở Vịnh Fonseca.